# Buddismo tibetano

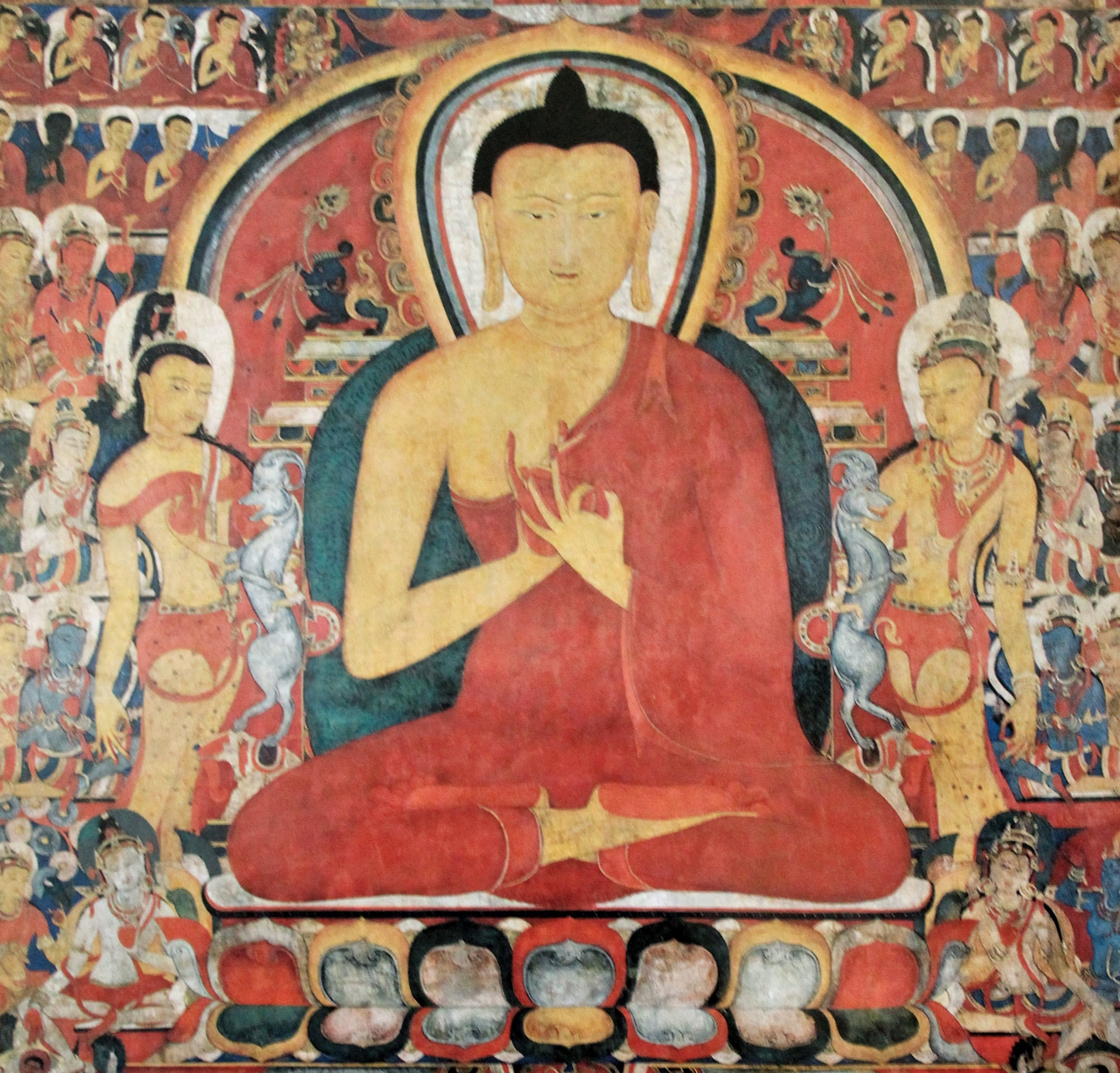
Buddha Śākyamuni (in tibetano l'appellativo sanscrito Śākyamuni è reso come ཤཱཀྱ་ཐུབ་པ་, shakya thub pa) nell'arte tibetana. Particolare di un dipinto su tela degli inizi del XII secolo. Lo Śākyamuni qui è rappresentato nel momento in cui mette in moto la Ruota del Dharma (ཆོས་ཀྱི་འཁོར་ལོ, chos kyi 'khor lo): il pollice e il medio (nascosti) della mano destra formano in un cerchio, la vitarkamudrā, l'esposizione della dottrina, con il dito indice della mano sinistra, fa girare la ruota, le mette in moto. Notare sul capo la protuberanza cranica, la uṣṇīṣa (གཙུག་གཏོར gtsug gtor) uno dei trentadue segni maggiori di un Buddha, le orecchie allungate ricordano i pesanti gioielli indossati prima dell'abbandono della vita mondana.

Con l'espressione buddismo tibetano si indica, negli studi di buddhologia e nella storia delle religioni, quella peculiare forma di buddismo Mahāyāna/Vajrayāna presente nell'area tibetana.
Il termine con cui i buddhisti tibetani si riferiscono al proprio credo religioso e alla propria pratica cultuale è Chos (ཆོས, pronuncia: ciö), che poi è la resa in lingua tibetana del termine sanscrito Dharma, oppure più completamente con l'espressione Sangs rgyas kyi bstan pa (སངས་རྒྱས་ཀྱི་བསྟན་པ), che poi è la resa in tibetano del sanscrito  buddha-śāsana ("Insegnamento del Buddha").་ Per indicare sé stessi in qualità di seguaci della propria religione buddhista, i tibetani utilizzano il termine nang pa (ནང་པ, lett. "interni"), indicando i seguaci delle altre religioni con il termine collettivo di phyi pa (ཕྱི་པ, pronuncia: cipa; lett. "esterni").

## Storia

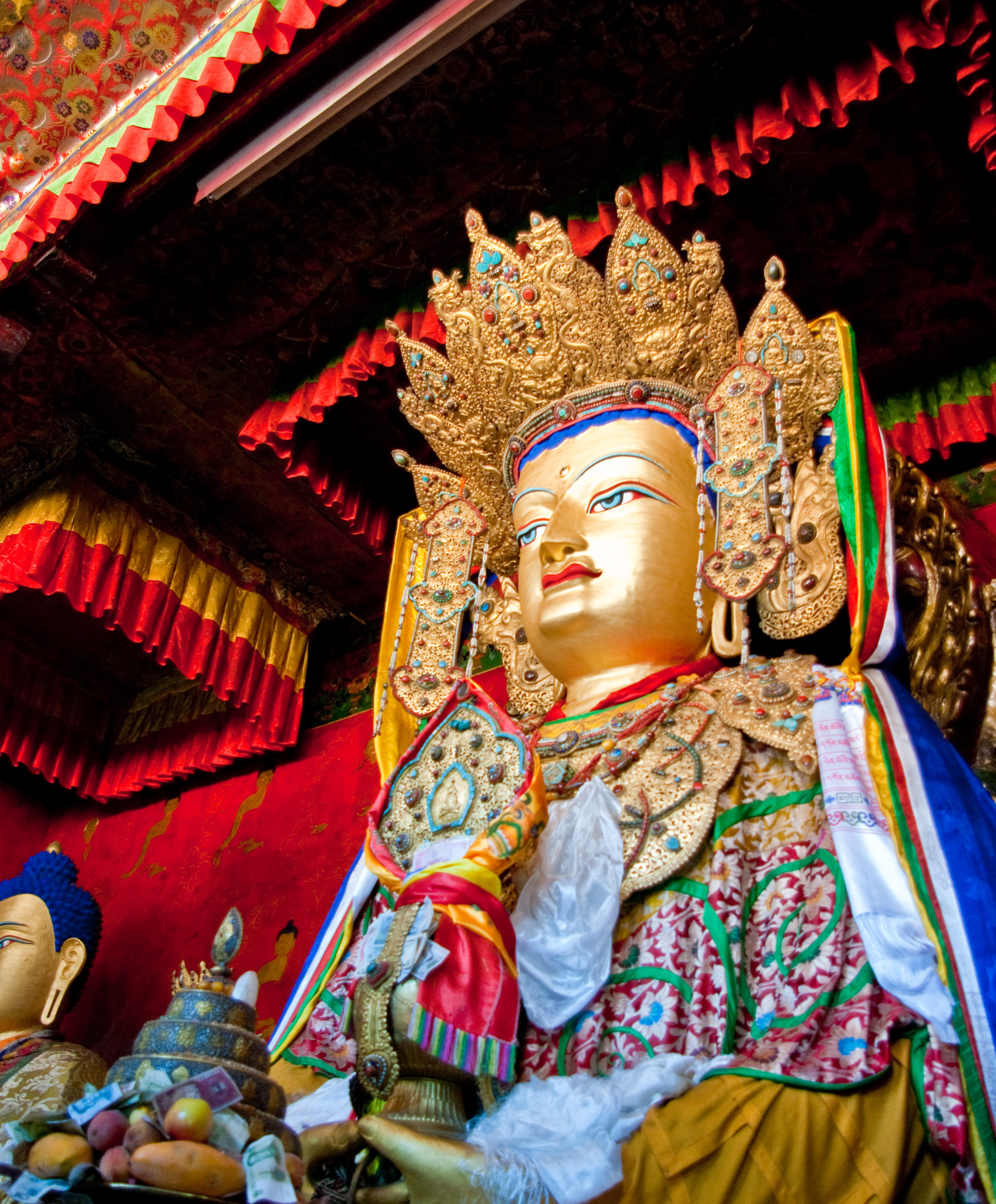
ཇོ་བོ Jo-bo (Jowo, "Signore"), la statua del Buddha Śākyamuni introdotta in Tibet nel VII secolo dalla principessa cinese Wénchéng (文成, ?-678), oggi conservata a Lhasa. La statua è stata gravemente danneggiata negli anni '60 del XX secolo, durante la Rivoluzione culturale decretata dal Partito Comunista Cinese e, ad oggi, solo parzialmente restaurata.

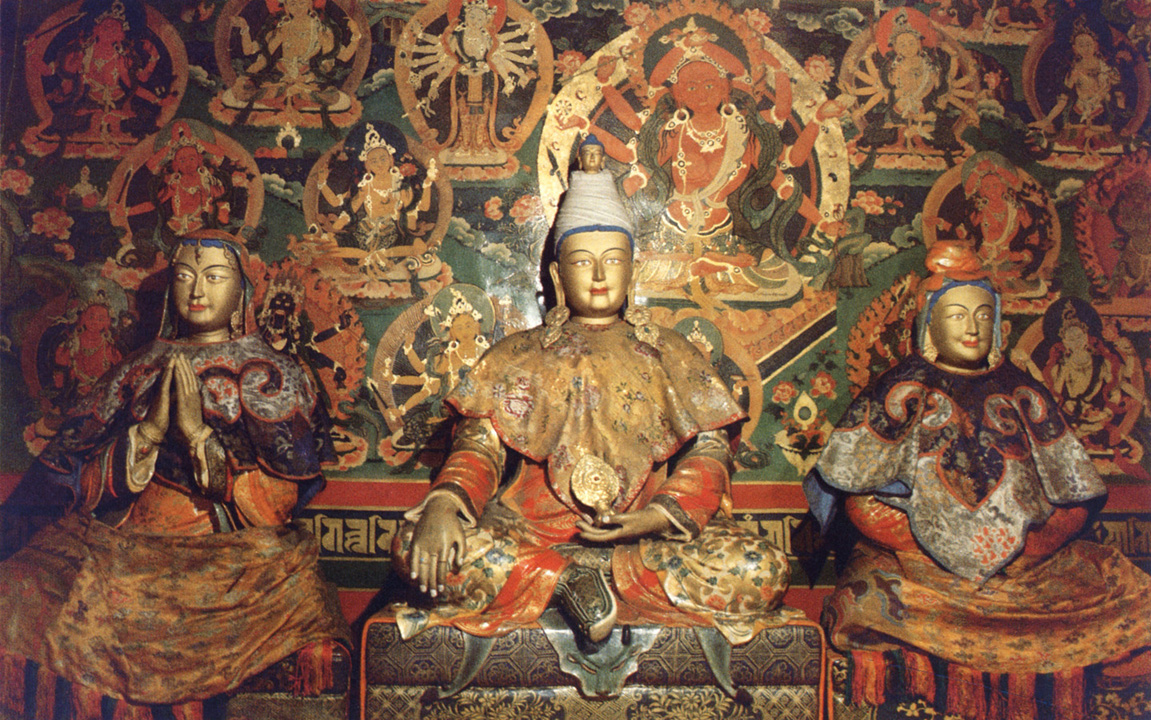

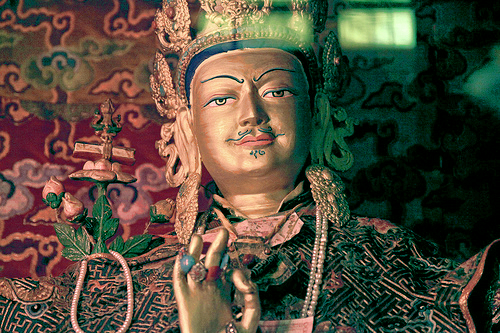

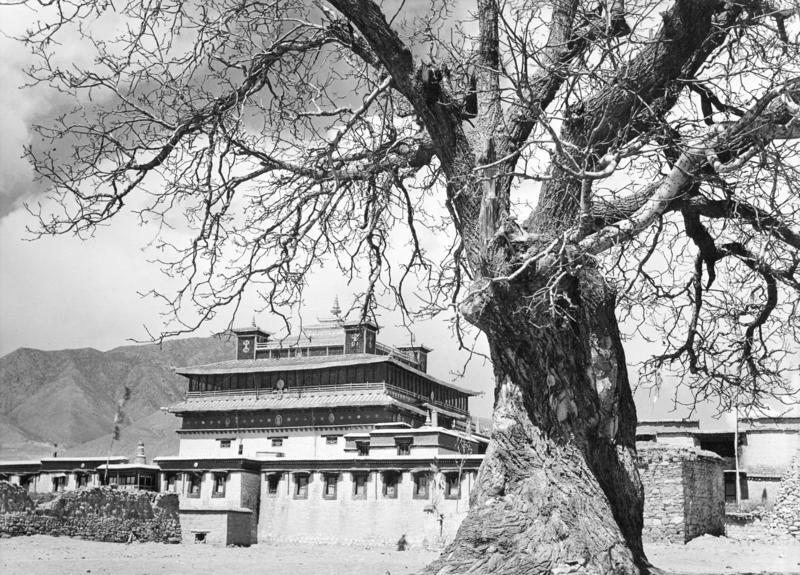

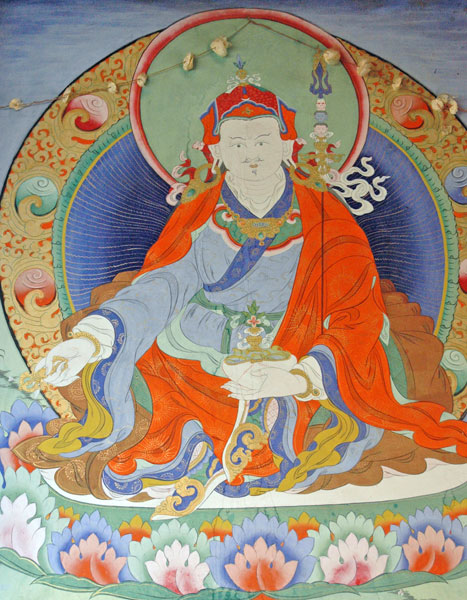
Padmasambhava (པདྨ་འབྱུང་གནས།, Padma ’byung gnas) in un'iconografia moderna. Padmasambhava è uno dei personaggi più importanti nella storia del Tibet buddhista. La sua figura, a cui si prestano sacri onori, è tuttavia avvolta, per larga parte, dal mito. In questa raffigurazione il mistico e taumaturgo dell'VIII secolo viene presentato nella postura ardhaparyaṅka (semichiusa), il braccio destro poggia sul ginocchio destro e regge un vajra, probabilmente nel gesto dell'allontanamento dei demoni. La mano sinistra posta sul grembo regge invece una calotta cranica colma di sangue (ratkapāla) da cui emerge la fiala dellamṛta, l'immortalità, a indicare che chi diviene seguace di questo maestro dei tantra può essere nutrito con quella e quindi raggiungere il nirvāṇa. Il braccio sinistro avvolge il khaṭvāṅga, il bastone magico. Il copricapo del mistico è una mitra su cui svetta una mayūrapattra, una penna di pavone che simboleggia l'immunità dai veleni, ovvero dagli attaccamenti mondani. È seduto su un fiore di loto (padma), così come vuole il mito che racconta del re Indrabhūti il quale rinvenne il piccolo Padmasambhava nel mezzo del lago Dhanakośa nell'Uḍḍiyāna assiso su un fiore di loto, simbolo della purezza in quanto la superficie oleosa del fiore della pianta non trattiene il fango dal quale emerge.

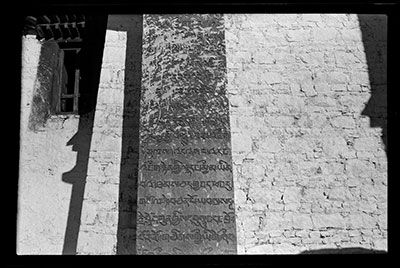
La stele (རྡོ་རིངས, rdo rings) riportante l'editto del 791 del re tibetano Khri Srong lde btsan (ཁྲི་སྲོང་ཨིདེ་བཙན་, Trhisong Detsen, regno: 755-797) in cui proclama la religione buddhista, religione ufficiale del suo regno. Questa stele è conservata presso il monastero di Bsam yas (བསམ་ཡས, Samye) da lui fondato intorno al 779 a Lhasa.

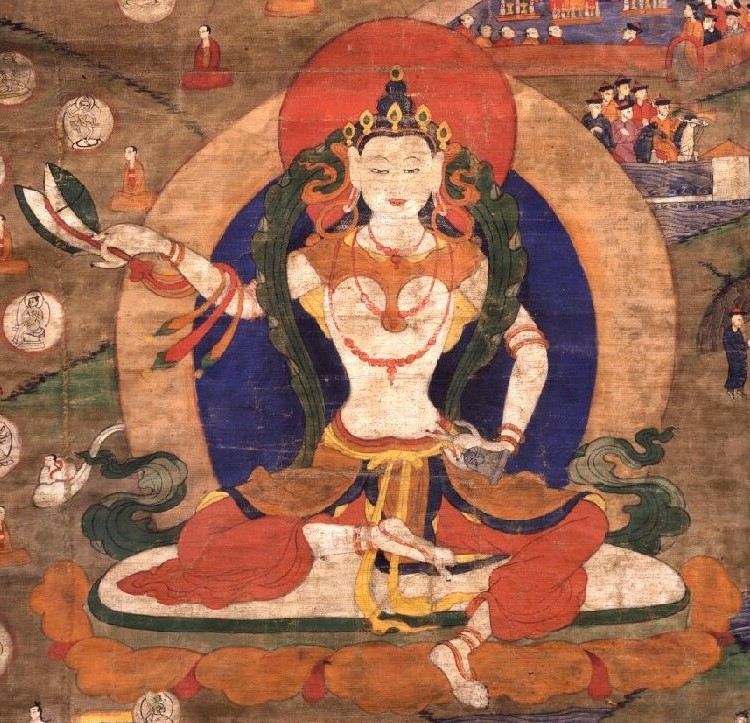
Ma gcig (མ་གཅིག, lett. "Madre unica"; 1055-1145) in un dipinto su cotone del XVIII conservato presso il Rubin Museum of Art di New York. La storia tradizionale narra che Ma gcig fu una monaca che venne allontanata dal monastero per aver infranto i voti monastici congiungendosi con un uomo, che diverrà successivamente suo marito. Alla morte di questi, Ma gcig iniziò a soffrire di vari disturbi causati dalle scorrette pratiche tantriche con adepti iniziati secondo una via non autentica. Incontrò infine un maestro che aveva studiato a Nālandā e che le fece celebrare una lunga cerimonia di espiazione, divenendo poi il suo consorte principale. Ma gcig divenne presto una famosa maestra del tantra e ancora oggi è venerata come manifestazione di Tārā. In questo dipinto è presente nella posizione dell'arco (cāpasthāna): la gamba sinistra curvata rappresenta l'arco teso, mentre la destra, piegata, dal ginocchio in giù intende la freccia che sta per essere scoccata. Questa postura delle gambe allude alla capacità del volo. La mano sinistra impugna una campana (ghaṇtā) a significare, come il suono che scompare, la transitorietà del mondo. La mano destra impugna un tamburo a clessidra (ḍamaru) formato da due calotte craniche unite dal lato convesso.

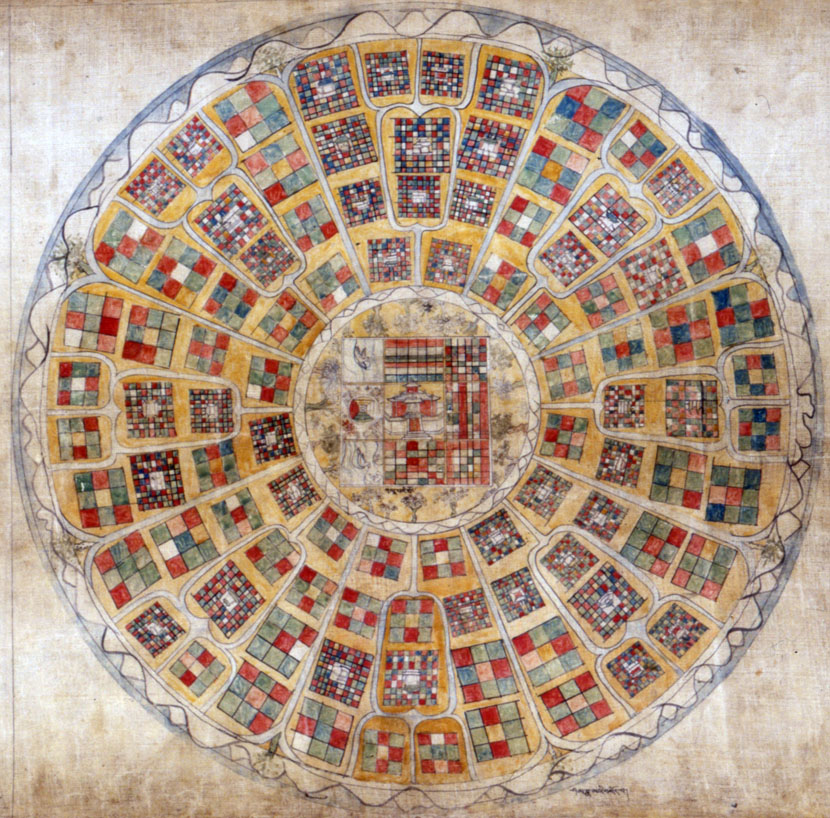

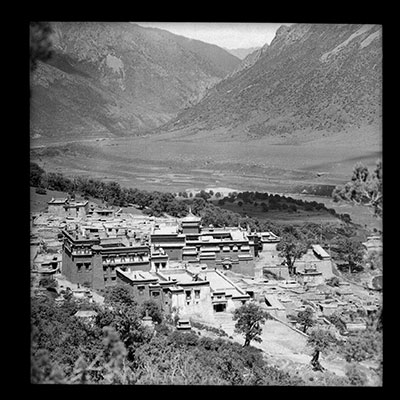

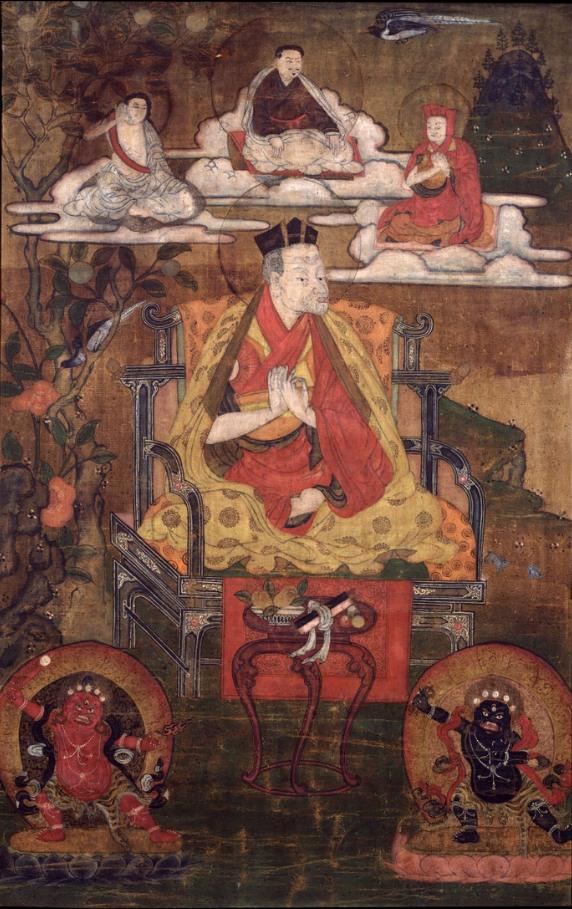

Le origini: i tre re del Dharma (dharmarāja, ཆོས་རྒྱལ, chos rgyal) 
Secondo la storiografia tradizionale l'arrivo del buddismo in Tibet è databile al periodo del re Srong-btsan sGam-po (སྲོང་བཙན་སྒམ་པོ, Songtsen Gampo, regno: 622 - 649), quel sovrano che avendo ereditato dal padre un regno unificato lo rese potente in Asia centrale controllando un tragitto importante della Via della seta. Due delle sei mogli di Srong-btsan sGam-po, la cinese Wencheng Kongjo (文成, ?-678) e la nepalese Bhṛkuṭī (605? - 650) furono, sempre secondo la storiografia tradizionale, ferventi buddhiste e per rendere loro onore il re fece costruire il primo tempio buddhista in Tibet, il Jo-khang (ཇོ་ཁང, Jokhang) a Lhasa (ལྷ་ས, lHa-sa) dove spostò la sua residenza.
In particolar modo la principessa cinese Wénchéng aveva portato con sé in Tibet, nella sua dote, una statua dorata del Buddha Śākyamuni indicata in tibetano con il nome di ཇོ་བོ Jo-bo (Jowo, lett. "Signore") tuttora conservata con grandissimi onori nel tempio di Jokhang.
Secondo la tradizione buddhista tibetana Srong-btsan sGam-po fu un'incarnazione del bodhisattva Avalokiteśvara (in tibetano: སྤྱན་རས་གཟིགས་དབང་ཕྱུག, sPyan-ras-gzigs dbang-phyug, "Chenrezig Wangchug"), mentre le due mogli incarnarono la bodhisattva Tārā (in tibetano: སྒྲོལ་མ sGrol-ma, "Dölma"). Allo stesso monarca la tradizione accredita l'ingresso della scrittura tibetana e la grammatica della sua lingua, ambedue fondate su modelli indiani.
Sempre la tradizione vuole che tale monarca invitò maestri buddhisti dalla Cina e dal Nepal, promuovendo la traduzione dei testi buddhisti in tibetano, nonché la promulgazione di un editto in cui avrebbe armonizzato le leggi tibetane con le norme morali buddhiste, tuttavia tale storiografia è certamente esagerata e fondata sulla necessità di elaborare un "mito delle origini" anche allo scopo di rendere autentiche alcune tradizioni che volevano l'ingresso del buddismo in Tibet preannunciato secoli prima della nascita di questo monarca, al tempo di Lha Tho tho ri (ལྷ་ཐོ་ཐོ་རི, Lha Thotori, IV secolo), con la miracolosa caduta dal cielo di alcuni sūtra e di alcune immagini di questa religione che gli antichi tibetani non erano ancora in grado di comprendere.
Se la tradizione affida a un racconto mitico l'antico ingresso delle credenze e delle dottrine buddhiste in Tibet è molto probabile che tale religione fosse conosciuta prima del suo ingresso "formale" nel VII secolo, così la tibetologa francese Anne-Marie Blondeau:
(Anne-Marie Blondeau, p.98)
Sempre la tradizione storiografica tibetana vuole che accanto a questo dharmarāja ("Re del Dharma", in tibetano: ཆོས་རྒྱལ, chos rgyal, appellativo assegnato intorno al VIII/IX secolo) ve ne furono altri due: Khri Srong lde btsan (ཁྲི་སྲོང་ཨིདེ་བཙན་, Trhisong Detsen, regno: 755-797) e Ral pa can (རལ་པ་ཅན་ Ralpacan, regno: 815-838) anche loro incarnazioni di bodhisattva cosmici, segnatamente di Mañjuśrī (ཇམ་དཔལ་དབྱངས།, ’Jam dpal dbyangs) il primo, e di Vajrapāṇi (ཕྱག་ན་རྡོ་རྗེ, Phyag na rdo rje) il secondo. In questa tradizione buddhista questi tre sovrani tibetani risultano, quindi, i tre protettori delle rigs gsum mgon po (རིགས་གསུམ་མགོན་པོ, "Tre stirpi [buddhiche]").
Il secondo chos rgyal, Khri Srong lde btsan, fu l'erede al trono di Khri lde gtsug btsan (ཁྲི་ལྡེ་གཙུག་བཙན, Trhi Detsuktsen, regno:712-755), quel re tibetano che chiese all'imperatore cinese dei fascicoli (བམ་པོ bam po) di scritture buddhiste. Anche Khri lDe gtsug btsan ebbe come consorte una principessa cinese buddhista, Jīnchéng (金城, ?-739), giunta in Tibet due anni prima della sua ascesa al trono. Jīnchéng fu colpita dall'assenza di riti funebri nel paese in cui era giunta e quindi si decise a introdurre l'usanza buddhista cinese di celebrarne per l'intera durata del lutto, questo consistente in sette settimane. Questa pratica cultuale è all'origine della credenza, diffusa in opere come il Bardo Tödröl Chenmo (བར་དོ་ཐོས་གྲོལ་ཆེན་མོ་, conosciuto anche come "Libro tibetano dei morti"), secondo la quale tra la morte e la rinascita del defunto trascorrerebbero quarantanove giorni.
La principessa Jīnchéng invitò in Tibet anche dei monaci khotanesi che formarono la prima comunità monastica (saṃgha, in tibetano: དགེ་འདུན, dge ’dun) in quella regione. Tuttavia, in seguito alla morte della principessa avvenuta nel 739, probabilmente a causa di un'epidemia di peste, vi fu l'espulsione di questi monaci. Lo stesso re, Khri lDe gtsug btsan verrà assassinato prima che a Lhasa giungessero i testi che aveva richiesto all'imperatore cinese. In quella circostanza, gli emissari dell'imperatore cinese giunti in Tibet decisero di nascondere i preziosi testi in quanto il tredicenne erede, Khri Srong lde btsan, essendo stato inizialmente influenzato da consiglieri ostili al buddismo, ne proibì la diffusione. Ma il nuovo re e futuro secondo chos rgyal, Khri Srong-Ide-btsan, si ricredette presto, avendo chiesto di essere messo a conoscenza dei testi nascosti fu indottrinato nella nuova fede da un maestro buddhista cinese, convertendosi così alla nuova religione all'età di vent'anni, nel 767. A lui si deve la promulgazione di editti per lenire le sofferenze di uomini e animali nel corso delle epidemie e la costruzione del primo monastero buddhista in Tibet, lo Bsam yas (བསམ་ཡས, Samye) nel 779 circa.
Su quest'ultimo evento, la tradizione narra che sempre a Khri Srong lde btsan dobbiamo l'invito al monaco indiano, precisamente l'abate (upādhyāya) del monastero di Nālandā, Śāntarakṣita (ཞི་བ་འཚོ, Zhi ba ’tsho, 725–788), il quale, a sua volta, invitò dodici monaci indiani dell'antica scuola Mūlasarvāstivāda (གཞི་ཐམས་ཅད་ཡོད་པར་སྨྲ་བ, Gzhi thams cad y od par smra ba) grazie ai quali, secondo le rigide regole del vinaya buddhista (in tibetano il termine sanscrito vinaya viene reso come འདུལ་བ།, 'dul ba), poterono essere ordinati, nell'VIII secolo, i primi sette monaci tibetani. Da questo momento tutti i monaci tibetani saranno ordinati secondo il vinaya di questa antica scuola indiana.
Secondo la tradizione, Śāntarakṣita non riuscì tuttavia a fondare il monastero di Bsam yas, questo per la tenace ostilità dei tibetani seguaci della religione locale (indicata convenzionalmente quanto impropriamente con il termine Bön, བོན). Fu allora che il re Khri Srong lde btsan, su consiglio dell'abate indiano, invitò a Lhasa il taumaturgo originario della Uḍḍiyāna, Padmasambhava (པདྨ་འབྱུང་གནས།, Padma ’byung gnas), il quale, giunto in Tibet, sconfiggerà persino gli dèi locali nemici del buddismo, consentendo in questo modo la costruzione dello Bsam yas, il quale verrà eretto probabilmente nel 775 sul modello di un maṇḍala indiano, e consacrato quattro anni dopo. In quel monastero furono ordinati da Śāntarakṣita, e dai monaci indiani mūlasarvāstivādin proveniente dal monastero di Vikramaśila, i primi sette monaci tibetani. Padmasambhava introdurrà per primo in Tibet le dottrine e le pratiche proprie del buddismo esoterico.
Nel 780 le armate del re tibetano conquistarono Dunhuang (敦煌), uno dei più importanti centri del buddismo cinese e lo stesso re invitò i monaci cinesi a trasferire in Tibet le loro dottrine religiose.
Il re, sempre secondo la storia tradizionale, si decise nel 784 a convocare un contraddittorio tra i buddhisti, rappresentati da Padmasambhava, e i rappresentanti della religione locale, tra cui spiccava Dran pa nam mkha (དྲན་པ་ནམ་མཁའ). L'esito della disputa, che incluse oltre il confronto dialettico anche alcune prove paranormali, si risolse favorevolmente per i buddhisti e molti dei seguaci del Bön (བོན), compreso Dran pa nam mkha, finirono per convertirsi al Dharma buddhista che divenne per un decreto reale, nel 791, la religione ufficiale del Tibet. Gli altri seguaci del Bön invece preferirono l'esilio risolvendosi a nascondere i propri testi dottrinari.
Nel 792 sempre il re Khri Srong lde btsan decise di dirimere una seconda controversia. Il buddismo era giunto in Tibet da diversi paesi: India, Regno di Khotan, Nepal e Cina, portando con sé diverse dottrine, culti e sensibilità. In quel momento erano presenti in Tibet due orientamenti inerenti al Dharma buddhista, quello di origine indiano, risalente secondo la tradizione tibetana a Nāgārjuna, che perorava l'avvicinamento graduale, progressivo, detto in tibetano rim gyis 'jug pa (རིམ་གྱིས་འཇུག་པ), verso l'Illuminazione (bodhi, in tibetano བྱང་ཆུབ, byang chub); l'altro di origine cinese e di tradizione Chán (禅) perseguiva invece la saggezza repentina, immediata, detta in tibetano cig gar 'jug pa (ཅིག་གར་འཇུག་པ) di questa bodhi. I primi predicavano quindi il conseguimento, progressivo e paziente, dei meriti (puṇya, in tibetano བསོད་ནམས, bsod nams) e della saggezza primigenia (ཡེ་ཤེས, ye shes) per superare i vincoli karmici; mentre i secondi ritenevano qualsivoglia azione della mente, anche quella virtuosa, provocatrice del karman.
Su questo dibattito i buddhologi statunitensi Richard H. Robinson e Willard L. Johnson precisano:
(Richard H. Robinson e Willard L. Johnson, p. 336)
Il concistoro durò due anni fino al 794, il partito dei gradualisti era condotto dal discepolo di Śāntarakṣita, Kamalaśīla, mentre i seguaci del conseguimento repentino erano guidati dal monaco cinese Móhēyǎn (摩訶衍). La tradizione tibetana, più tarda, vuole che a prevalere furono i primi, ma testi cinesi sostengono che invece furono i secondi. L'autorevole tibetologo italiano Giuseppe Tucci rileva come anche un testo tibetano, il bKa' thang sde lnga (བཀའ་ཐང་སྡེ་ལྔ), assegni la vittoria al partito cinese del conseguimento subitaneo.
È opinione di Anne-Marie Blondeau che questa contraddizione nei documenti celi uno sviluppo dei fatti:
(Anne-Marie Blondeau, p. 102)
Comunque sia, a seguito di questo concistoro fu emesso un editto reale a favore del partito perorato da Kamalaśīla, questo fatto provocò la protesta dei cinesi e dei loro seguaci, alcuni di loro si automutilarono, altri giunsero a suicidarsi. Non solo, ridotti a essere considerati "eretici" (མུ་སྟེགས་པ, mu stegs pa) altri ancora, forse seguaci dell'antica religione, si ribellarono violentemente uccidendo alcuni del partito avversario tra cui lo stesso Kamalaśīla.
Terzo, e ultimo, chos rgyal fu il pronipote di Khri Srong lde btsan, Khri gTsug lde btsan (ཁྲི་གཙུག་ལྡེ་བཙན, regno: 815-836) meglio conosciuto con l'appellativo Ral pa can (རལ་པ་ཅན་, Ralpacan, "colui dalla grande chioma", appellativo di Īśvara), il quale, fervente buddhista, giunse a prendere i voti monastici. L'attività religiosa del sovrano fu mirata in particolar modo alla traduzione dei testi buddhisti. In tal senso fu da lui promulgato un editto per stabilire delle regole di traduzione più stringenti e più affidabili che portarono alla adozione di un lessico sanscrito-tibetano, edito nell'814, il Mahāvyutpatti ( "Grande etimologia"; tibetano: བྱེ་བྲག་ཏུ་རྟོགས་པར་བྱེད་པ།, bye brag tu rtogs par byed pa).
Nell'836 il fervore religioso del sovrano provocò la reazione dei seguaci del Bon tra i quali spiccava il fratello maggiore di Ral pa can, Glang Dar-ma (གླང་དར་མ, Langdarma, regno: 836-842) che, istigato dai suoi correligionari, si rese regicida e usurpatore. Il regno di Glang Dar-ma durò tuttavia fino all'842 quando una freccia scagliata da un monaco buddhista di nome Lha lung dpal gyi rdo rje ( ལྷ་ལུང་དཔལ་གྱི་རྡོ་རྗེ, Lhalung Palgyi Dorje) mise fine alla sua vita e al suo regno anti-buddhista.
Le ragioni della persecuzione anti-buddhista da parte di Glang Dar-ma andrebbero fatte risalire, a detta del tibetologo tedesco Herbert V. Guenther, all'eccessivo potere raggiunto dai monasteri buddhisti:
(Herbert Guenther, p.142-3)
Anche i buddhologi statunitensi Richard H. Robinson e Willard L. Johnson evidenziano come da documenti rinvenuti a Dunhuang, le decisioni di Glang Dar-ma non sarebbero state motivate da un sentimento religioso anti-buddhista, quanto piuttosto dal combattere «il potere sregolato che i monasteri avevano cominciato ad acquisire sulla base delle loro concessioni terriere».
 La fioritura delle scuole 
La storiografia tradizionale tibetana suddivide in due parti la storia della diffusione del buddismo nella regione del Tibet: la prima indicata con l'espressione sna dar (སྣ་དར, "diffusione iniziale") inerisce al periodo che si avvia con il regno di Srong-btsan sGam-po nel VI secolo e si conclude con la persecuzione del Dharma decisa dal re Glang Dar-ma alla fine del IX secolo. Il secondo periodo, che inerisce alla rifioritura del buddismo in Tibet, viene indicato con l'espressione phyi dar (ཕྱི་དར, "diffusione definitiva")
Non esistono fonti giunte a noi, contemporanee del periodo della seconda metà del IX secolo, che descrivano la persecuzione anti-buddhista promossa dal re Glang Dar-ma la quale separa i due periodi sopramenzionati, quello che è certo è che il Tibet sembra entrare in un periodo di confusione religiosa e politica. Le cronache successive narrano di templi distrutti, monaci costretti ad abbandonare l'abito, paṇḍit indiani cacciati, e quindi la scomparsa del buddismo nel Tibet centrale. Il potere regale si sgretola, i cinesi riconquistano quelle aree dell'Asia centrale da loro perse a favore dei tibetani decenni prima.
La tradizione narra che tre monaci (bhikṣu; in tibetano དགེ་སློང, dge slong) itineranti caricarono i testi del vinaya su un mulo fuggendo nell'Amdo (ཨ་མདོ, a mdo, nome di una regione tibetana posta a Oriente), dove ristabilirono una prima comunità monastica. Tale tradizione intende mitizzare un probabile accadimento storico, ovvero che vi furono delle realtà monastiche non "istituzionalizzate" nei monasteri le quali, sopravvivendo alla chiusura di questi ultimi ordinati con gli editti di Glang Dar-ma, consentirono la rifioritura monastica nelle parti non centrali del Tibet.
Il tibetologo spagnolo Ramon N. Prats sottolinea come questa rifioritura della fede buddhista:
(Ramon N. Prats, p. 155)
Tale rinascita è stata interpretata, sempre secondo Ramon N. Prats, anche su una riconsiderazione del buddismo del primo periodo al quale furono mosse delle severe critiche riguardanti il lassismo nella disciplina monastica e la degenerazione morale, questa causata anche per la cattiva interpretazione di alcune dottrine tantriche.
Durante questo periodo nuovi discepoli si formano attorno ai rispettivi bla-ma (བླ་མ, lama; rende in quella lingua il sanscrito guru, "maestro") andando a costituire quei lignaggi di insegnamenti da maestro a discepolo (in sanscrito: guruparamparā; in tibetano: བླ་བརྒྱུད, bla brgyud) che sono all'origine di differenti scuole le quali, tuttavia, sono fondate sul medesimo canestro di disciplina monastica (vinaya), quello dell'antica scuola indiana dei mūlasarvāstivādin.
Da tener presente, come osserva Ramon N. Prats, che queste scuole, le quali ammontano tra le passate e le presenti in circa una trentina,
(Ramon N Prats, p. 156)
Va evidenziato infine un fatto storico estremamente significativo per le religioni dell'area: alla fine del XII secolo, con l'invasione musulmana dell'India, molti monaci buddhisti di quel paese furono indotti ad abbandonarlo e diversi di questi monaci giunsero in Tibet recando con sé quella tarda letteratura buddhista che fu fondante per le nuove scuole tibetane in via di formazione.
 La tradizione "Antica": rnying ma (རྙིང་མ་, Nyingma) 
Con la fioritura delle nuove scuole e dei nuovi lignaggi, avvenuta in particolar modo tra l'XI e il XII secolo, i seguaci delle forme di buddismo tibetano preesistenti (queste fiorite tra il VII e il X secolo) furono distinti in un gruppo separato e indicati con il nome di rnying ma (རྙིང་མ་, Nyingma, "antico"), nome che intende sottolineare la loro "antichità" rispetto alle "nuove scuole" (གསར་མ་, gsar ma). Va tuttavia detto che ciò che concerne questa tradizione, ivi compreso il suo nome, è attestabile solo a partire dall'XI secolo, quando i seguaci dell'antico buddismo riorganizzarono il "loro" buddismo alla stregua di ciò che accadeva nelle nuove scuole del buddismo "riformato" in quel momento emergenti.
Questa tradizione è comunque strettamente legata al maestro tantrico originario dell'Uḍḍiyāna Padmasambhava, ai suoi " venticinque discepoli" (རྗེ་འབངས་ཉེར་ལྔ rje 'bangs nyer lnga) locali tra i quali emerge la figura dell'VIII secolo Rnam par snang mdzad lo tsa ba (རྣམ་པར་སྣང་མཛད་ལོ་ཙ་བ, il lotsāva Vairocana, conosciuto anche con la differente pronuncia di Vairotsana o con il nome di famiglia Ba gor, བ་གོར), uno dei fondatori dello rDzogs-chen (རྫོགས་ཆེན), e allo yogin indiano dell'VIII-IX secolo Vimalamitra (དྲི་མེད་བཤེས་གཉེན Dri med bshes gny en).
Accanto alla lettura agiografica inerente al taumaturgo e maestro tantrico Padmasambhava, questa scuola conserva una serie di testi che vanno sotto il nome collettivo di gter-ma ( གཏེར་མ, "Terma", "Tesoro nascosto") celati all'epoca di Padmasambhava e scoperti nel corso dei secoli da maestri, appellati come gter ston (གཏེར་སྟོན, tertön, "Rivelatore dei Tesori"), nonché una edizione dei tantra antichi esclusi dalle recensioni del Canone buddhista tibetano, raccolti da Rat na gLing-pa (རཏྣ་གླིང་པ་, anche Ratna Lingpa, 1403 - 1478) nell'opera intitolata rNying ma rgyud 'bum' (རྙིང་མ་རྒྱུད་འབུམ་, Nyingma Gyübum, "Centomila tantra della Tradizione Antica").
= La tradizione, estinta, delle "Parole e istruzioni [del Buddha]": bka' gdams (བཀའ་གདམས, Kadam) =
Oltre alle realtà periferiche che non furono toccate dagli editti del re anti-buddhista, il rifiorire di questa tradizione religiosa in Tibet viene attribuita ad un altro re, sovrano nel regno della regione del Mnga' ris (མངའ་རིས, territorio che si estendeva nelle provincie occidentali del Tibet fino alla regione del Ladakh), questo fondato da un discendente di Glang Dar-ma a cui succedette una dinastia nepalese. A questo sovrano, di nome Ye shes 'od (959–1040, ཡེ་ཤེས་འོད, Yeshe-Ö), dobbiamo la reintroduzione di un buddismo di origine indiana maggiormente coerente con le regole morali del Dharma. Così Ye shes 'od inviò giovani monaci tibetani presso i monasteri indiani del Kashmir, invitando nel suo regno i maestri indiani con i loro testi religiosi. Tra i primi spicca Rin chen bzang po (958-1055, རིན་ཆེན་བཟང་པོ, Rinchen Zangpo), futuro grande lotsāva e fondatore di templi; tra i secondi emerge l'importante figura di Atiśa Dīpaṃkaraśrījñāna (in tibetano: ཨ་ཏི་ཤ་མར་མེ་མཛད་དཔལ་ཡེ་ཤེས, a ti sha mar me mdzad dpal ye shes, 982-1054), quel monaco indiano giunto in Tibet nel 1042 su invito del pronipote di Ye shes 'od, Byang chub 'od (984–1078, བྱང་ཆུབ་འོད, Changchup Ö).
Atiśa risulta essere una delle figure centrali per la successiva diffusione del buddismo in Tibet. A lui si deve innanzitutto il celeberrimo Bodhipathapradīpa ("La lucerna sulla via dell'Illuminazione", composto inizialmente in sanscrito tra il 1042 e il 1043, fu successivamente da lui tradotto in tibetano con il titolo བྱང་ཆུབ་ལམ་གྱི་སྒྲོན་མ, byang chub lam gyi sgron ma, è al Toh. 3947). Questo testo corrisponde a un breve manuale dell dottrine buddhiste organizzato su tre differenti livelli a seconda delle capacità spirituali del lettore. Il Bodhipathapradīpa risulterà essere il testo fondante del sentiero spirituale detto lam rim (ལམ་རིམ, "sentiero graduale") a sua volta a fondamento delle tradizioni bka' gdams e dge lugs. Ad Atiśa è attribuita anche l'introduzione in Tibet della celeberrima dottrina detta del Kālacakratantra (in tibetano: དུས་ཀྱི་འཁོར་ལོ་རྒྱུད, dus kyi ’khor lo rgyud)
Nel suo peregrinare verso le regioni centrali del Tibet, Atiśa incontrò a Snye thang (སྙེ་ཐང, Nyethang, a circa 30 Km a Sud-Ovest di Lhasa) un monaco proveniente dalla regione orientale del Khams (ཁམས Kam) ma originario del་ distretto di Dbus (དབུས་, Ü, Tibet centrale) di nome 'Brom ston nal ba'i 'byung gnas (འབྲོམ་སྟོན་རྒྱལ་བའི་འབྱུང་གནས, Dromtön Gyalwe Jungne, 1008-1064), che divenne il suo principale discepolo.
Nota Herbert V. Guenther:
(Herbert V. Guenther, p. 144)
Questo discepolo di Atiśa diverrà il fondatore della prima scuola "nuova" rispetto alla rnying ma, nota come bka' gdams (བཀའ་གདམས, Kadam, "parole e istruzioni [del Buddha]"), stabilita nel monastero di Rwa-sgreng (རྭ་སྒྲེང, Reting) fondato nel 1057 dallo stesso 'Brom ston nal ba'i 'byung gnas, in cui egli stesso si ritirerà in una vita di clausura per il resto della sua vita.
Questa prima scuola del "nuovo" buddismo tibetano, che scomparirà intorno al XV secolo per motivi ancora non pienamente compresi, sarà caratterizzata dalla stretta osservanza del vinaya e dalle pratiche di purificazione della mente, dette blo sbyong (བློ་སྦྱོང), al fine di realizzare la profonda verità della śūnyatā (in tibetano: སྟོང་ཉིད, stong nyid).
 La tradizione [del Monastero della] "Terra grigia": sa skya (ས་སྐྱ་ Sakya) 
Nel 1073, sulla via che collegava la valle del Nepal con il Tibet centrale, ossia con la ricca regione agricola che circonda Samzhubzê (བསམ་འགྲུབ་རྩེ་ཆུས།, bsam ’grub rtse), fu eretto dal membro di un casato principesco, dKon mchong rgyal po (དཀོན་མཆོག་རྒྱལ་པོ, Khön Köchong Gyalpo, 1034-1102), un monastero fortificato detto Sa skya (རྙིང་མ་) dal nome del luogo ("Terra grigia"). Il nobile dKon mchong rgyal po fu discepolo di quel maestro tibetano di nome 'Brog mi (འབྲོག་མི, Brogmi, 992-1072; lett. il "nomade"), il quale aveva studiato prima in Nepal e poi in India, a Vikramaśīla (qui sotto la guida del mahāsiddha Śāntipa), in particolare modo i testi dello Hevajratantra che, insieme ai suoi commentari, diverranno fondamento scritturale di questa tradizione. Sostenuto dai feudatari locali, questo monastero acquisirà fama, potere e ricchezze. A renderlo tale, soprattutto dal punto di vista dottrinario, furono cinque bla-ma conosciuti come i sa skya gong ma rnam lnga (ས་སྐྱ་གོང་མ་རྣམ་ལྔ, "cinque eminenze sakya").
Il primo di questi fu il siddha Kun dga' snying po (ཀུན་དགའ་སྙིང་པོ, Kunga Nyingpo, 1092-1158), figlio e successore di dKon mchong rgyal po, a cui si deve la formalizzazione del sistema dottrinario detto Lam 'bras (ལམ་འབྲས), questo elaborato dal maestro indiano Virūpa. Tale sistema, a fondamento di questa scuola, è molto simile allo rDzogs chen proprio della tradizione rnying ma e della Mahāmudrā (ཕྱག་རྒྱ་ཆེན་པོ་, phyag rgya chen po) attinente alla tradizione bka' brgyud risultando mirante all'indivisibilità tra saṃsāra e nirvāṇa (འཁོར་འདས་དབྱེར་མེད, 'khor 'das dbyer med).
Il secondo di questi fu Bsod nams rtse mo (བསོད་ནམས་རྩེ་མོ, Sönam Tsemo, 1142–1182), secondo figlio di Kun dga' snying po (il primo, Kun dga' 'bar, ཀུན་དགའ་འབར, morì di febbre a Bodhgayā in India), e parente di altri due dei sa skya gong ma rnam lnga (suo fratello fu Grags pa rgyal mtshan e mentre egli fu lo zio di Kun dga' rgyal mtshan). Bsod nams rtse mo, già allievo del maestro Phywa pa Chos kyi Seng ge (ཆ་པ་ཆོས་ཀྱི་སེང་གེ, Chapa Chöky i Senge, 1109–1169), sesto abate del monastero Gsang phu ne’u thog, (གསང་ཕུ་ནེའུ་ཐོག, Sangphu Ne'utok, afferente alla tradizione bka' gdams) e studioso del sistema madhyamaka fu autore di alcuni importanti commentari sui tantra.
Il terzo di questi fu Grags pa rgyal mtshan (གྲགས་པ་རྒྱལ་མཚན, Drakpa Gyaltsen, 1147–1216), terzo figlio di Kun dga' snying po, quindi fratello di Bsod nams rtse mo, fu autore, tra gli altri, del Zhen pa bzhi bral (ཞེན་པ་བཞི་བྲལ), un breve trattato sulla dottrina dell'"abbandono dei quattro attaccamenti" predicata dal padre:
Il quarto di questi fu Kun dga' rgyal mtshan (ཀུན་དགའ་རྒྱལ་མཚན, Künga Gyaltsen, 1185-1251, conosciuto anche con l'epiteto di sa pan ས་པན che intende rendere l'espressione Sakya Paṇḍita, ovvero il "dotto dei sa skya"), nipote di Kun dga' snying po, autore, tra gli altri, del più importante trattato in lingua tibetana sull'epistemologia e la logica buddhista, il Thsad ma rigs pa'i gter (ཚད་མ་རིགས་པའི་གཏེར), nonché del trattato che indaga i "Tre rifugi" (triśaraṇa, tibetano: སྐྱབས་གསུམ་, skyabs gsum), nei tre veicoli propri del buddismo (hīnayāna, mahāyāna e vajrayāna), il sDom gsum rab dbye (སྡོམ་གསུམ་རབ་དབྱེ).
Il quinto di questi fu ’Phags pa Blo gros rgyal mtshan (འཕགས་པ་བློ་གྲོས་རྒྱལ་མཚན, Pakpa Lodrö Gyaltsen, 1235–1280), nipote di Kun dga' rgyal mtshan, il quale accompagnò lo zio alla corte dell'imperatore mongolo Godan Khan (1206-1251), figlio di Ögödai e nipote di Gengis Khan. Durante questa missione, lo zio Kun dga' rgyal mtshan (Sakya Paṇḍita) curò il khan mongolo da una malattia, convertendolo al buddismo. Nel 1247 fu siglato un accordo tra i mongoli e questi rappresentanti tibetani sulla tutela mongola della regione tibetana. In cambio i tibetani offrirono ai mongoli il loro servizi religiosi generando quel rapporto che in lingua tibetana viene indicato con l'espressione yon mchod (ཡོན་མཆོད, lett. "patrono e religioso"). Così ’Phags pa Blo gros rgyal mtshan finì per restare presso la corte mongola nel ruolo di precettore di Kubilai Khan (regno: 1260-1294).
Le opere di questi cinque eminenti maestri furono pubblicate nel 1734, con il titolo collettivo di Sa skya bka' 'bum (ས་སྐྱ་བཀའ་འབུམ, Sakya Kabum, lett. "Centomila parole [dei maestri] di Sakya", presso il monastero di Sde dge (Tibet orientale), in 15 volumi.
Il declino politico-religioso dei sa skya pa si avviò nel XIV secolo quando uno dei suoi membri più importanti, il nobile del clan dei Rlangs (རླངས), Byang chub rgyal mtshan (བྱང་ཆུབ་རྒྱལ་མཚན, Changchub Gyaltsen, 1302-1364), si alleò con una scuola dei bka brgyud detta dei phag mo gru pa (ཕག་མོ་གྲུ་པ) spostando l'asse di influenza nella regione del Tibet centrale.
 La tradizione della "Trasmissione dell'insegnamento orale [del Buddha]": bka’ brgyud (བཀའ་བརྒྱུད, Kagyü) 
Premesso che l'espressione bka’ brgyud è comunemente usata da tutte le tradizioni buddhiste tibetane per indicare la trasmissione dell'insegnamento del Buddha da maestro a discepolo, in questo caso essa designa un preciso lignaggio detto Mar pa bka’ brgyud (མར་པ་བཀའ་བརྒྱུད, "Trasmissione dell'insegnamento orale di Mar pa") dal nome del suo fondatore, il traduttore e maestro Mar pa Chos kyi blo gros (མར་པ་ཆོས་ཀྱི་བློ་གྲོས, Marpa Chökyi Lodrö, 1012–1097). a cui fanno riferimento un insieme di sottoscuole, alcune indipendenti tra loro, tutte attinenti a questo alveo, ossia che fanno riferimento al lignaggio di Mar pa Chos kyi blo gros e ai relativi insegnamenti.
Mar pa Chos kyi blo gros proveniva da una ricca famiglia della regione Lho brag (ལྷོ་བྲག, Lhodrak, nel Tibet meridionale), di carattere piuttosto violento fu inviato dai genitori dal maestro 'Brog mi. Compì alcuni importanti pellegrinaggi in India dove per dodici anni studiò sotto il maestro e mahāsiddha di Nālandā, Na ro pa ( ནཱ་རོ་པ, Nāropa; in sanscrito: Naḍapāda; 956-1040 o 1016-1100).
Rientrato in Tibet Mar pa Chos kyi blo gros lì trasferì le dottrine di questo famoso mahāsiddha indiano dall'alto lignaggio tantrico (la tradizione vuole che maestro di Nāropa fu un altro mahāsiddha indiano, Tilopa, a sua volta edotto alle dottrine tantriche dal buddha primordiale in persona detto Vajradhara) indicate con il nome tibetano chos drug (ཆོས་དྲུག; in sanscrito: ṣaḍdharma; "Sei dottrine"), le quali, mirando a uno stato psicofisico, contemplano: l'innalzamento della temperatura corporea (གཏུམ་མོ་, gtum mo; tummo; sanscrito: caṇḍālī); l'eliminazione degli attaccamenti per mezzo della meditazione sul "corpo illusorio" (སྒྱུ་ལུས , sgyu lus, gyulü; sanscrito: māyākāya; māyādeha); le pratiche del sogno (རྨི་ལམ, rmi lam, nylam; sanscrito: svapnadarśana) al fine di oltrepassare lo condizione confusionale della mente; la meditazione sulla natura luminosa (འོད་གསལ་, 'od gsal, ösal; sanscrito: ābhāsvarā) della mente al fine di superare l'ottundimento; le pratiche relative allo stato intermedio (བར་དོ, bar do, bardo; sanscrito: antarābhava) che si manifesta dopo la morte; quindi il trasferimento/trasmigrazione (འཕོ་བ, pho ba, phowa; sanscrito: saṃkramati) in un'altra forma di esistenza del principio dello stato di coscienza dopo la morte.
Altra prominente dottrina di questa scuola o, meglio, insieme di scuole, attiene alla Mahāmudrā (ཕྱག་རྒྱ་ཆེན་པོ་, phyag rgya chen po; "Grande Sigillo"), che intende presentare "il grande sigillo della realtà", ossia la vacuità che «suggella ogni fenomeno del saṃsāra e del nirvāṇa ».
Il celeberrimo discepolo di Mar pa Chos kyi blo gros fu Mi la ras pa (མི་ལ་རས་པ Milarepa, 1028/1240–1111/1123), di cui conserviamo la biografia, il Mi la ras pa’i rnam thar (མི་ལ་རས་པའི་རྣམ་ཐར, Milarepa Namtar; "Vita di Milarepa"), composta nel XV secolo da un altro mistico, Gtsang smyon He ru ka (གཙང་སྨྱོན་ཧེ་རུ་ཀ་, Tsangnyön Heruka, 1452–1507), unitamente al Mi la’i mgur ’bum (མི་ལའི་མགུར་འབུམ, Mile Gurbum; "Centomila canti di Milarepa") che raccoglie un'edizione dei suoi componimenti poetico-mistici sul genere dei dohā dei mahāsiddha dell'India.
Nella tradizione di questo insieme di scuole, il lignaggio comune indica queste cinque prime personalità: il buddha Vajradhara, Tilopa, Nāropa, Mar pa Chos kyi blo gros, e Mi la ras pa.
Discepolo di Mi la ras pa fu un altro noto mistico, sGam po pa Bsod nams rin chen ( སྒམ་པོ་པ་བསོད་ནམས་རིན་ཆེན་, Gampopa Sönam Rinchen, 1079-1053), autore del Thar pa rin po che'i rgyan (ཐར་པ་རིན་པོ་ཆེའི་རྒྱན, Tarpa rinpoche gyen, "Prezioso ornamento della Liberazione"), un importante trattato di genere "gradualista" che illustra il percorso lungo le sei pāramitā proprie del buddismo Mahāyāna.
Con sGam po pa Bsod nams i bka’ brgyud pa subiscono una prima divisione: eredi del lignaggio di questi è la corrente principale detta dwags po bka’ brgyud  (དྭགས་པོ་བཀའ་བརྒྱུད Dakpo Kagyü), mentre l'altra, minoritaria, è detta shangs pa bka’ brgyud (ཤངས་པ་བཀའ་བརྒྱུད, Shangpa Kagyü).
I discepoli di sGam po pa Bsod nams, quindi afferenti alla dwags po bka’ brgyud, avviarono un sistema di lignaggi/scuole dette in tibetano bka’ brgyud che bzhi chung brgyad (བཀའ་བརྒྱུད་ཆེ་བཞི་ཆུང་བརྒྱད།, "Quattro maggiori e otto minori").
Le "quattro maggiori [scuole] bka’ brgyud" (བཀའ་བརྒྱུད་ཆེ་བཞི) sono rappresentate da: 
1. karma bka' brgyud (ཀརྨ་བཀའ་བརྒྱུད།, Karma Kagyü), fondata dall'allievo di Sgam po pa Bsod nams rin chen, Dus gsum mkhyen pa (དུས་གསུམ་མཁྱེན་པ། Dusum Kyenpa, 1110–1193) primo karmapa (ཀར་མ་པ) di questa tradizione;
2. tshal pa bka’ brgyud (ཚལ་པ་བཀའ་བརྒྱུད, Tshalpa Kagyü), fondata dall'allievo di Dwags po Sgom tshul (དྭགས་པོ་སྒོམ་ཚུལ, Dakpo Gomtsül, 1116–1169), Zhang tshal pa Brtson grus grags pa (ཞང་ཚལ་པ་བརྩོན་གྲུས་གྲགས་པ, Shangtsalpa Tsöndrü Drakpa, 1123–1193), quindi originatasi nel monastero di Tshal Gung thang (ཚལ་གུང་ཐང, Tshel Gungthang) nei pressi di Lhasa;
3. ’ba’ rom bka’ brgyud (འབའ་རོམ་བཀའ་བརྒྱུད, Barom Kagyü), fondata dall'allievo di Sgam po pa Bsod nams rin chen, ’Ba’ rom Dar ma dbang phy ug (འབའ་རོམ་དར་མ་དབང་ཕྱུག, Barom Darma Wangchuk, 1127–1199);
4. phag gru bka’ brgyud (ཕག་གྲུ་བཀའ་བརྒྱུད, Pakdru Kagyü), fondata dall'allievo di Sgam po pa Bsod nams rin chen, Phag mo gru pa Rdo rje rgyal po (ཕག་མོ་གྲུ་པ་རྡོ་རྗེ་རྒྱལ་པོ Pakmodrupa Dorje Gyalpo, 1110–1170).

Le "otto minori" (ཆུང་བརྒྱད།), indicate collettivamente anche con l'espressione dei phag mo gru pa (ཕག་མོ་གྲུ་པ, Pakmo Drupa), in quanto fondate da discepoli del maestro Phag mo gru pa Rdo rje rgyal po (ཕག་མོ་གྲུ་པ་རྡོ་རྗེ་རྒྱལ་པོ་, Pakmodrupa Dorje Gyalpo, 1110–1170), a sua volta allievo di sGam po pa Bsod nams, sono rappresentate da:
1. ’bri gung bka’ brgyud (འབྲི་གུང་བཀའ་བརྒྱུད, Drigung Kagyü), fondata da ’Jig rten gsum mgon (འཇིག་རྟེན་གསུམ་མགོན, Jikten Sumgön, 1143–1217);
2. stag lung bka’ brgyud (སྟག་ལུང་བཀའ་བརྒྱུད, Taklung Kagyü), fondata da Stag lung Thang pa bkra shis dpal (སྟག་ལུང་ཐང་པ་བཀྲ་ཤིས་དཔལ, Taklung Tangpa Tashipel, 1142–1210), fondatore anche del monastero di Stag lung (སྟག་ལུང་, Taklung), collocato a nord-est di Lhasa;
3. gling ras bka’ brgyud (གླིང་རས་བཀའ་བརྒྱུད།, Lingre Kagyü) fondata da Gling ras pad ma rdo rje (གླིང་རས་པད་མ་རྡོ་རྗེ, Lingje Repa Pema Dorje, 1128–1288), da tener presente che con il discepolo e successore di quest'ultimo, Gtsang pa rgya ras Ye shes rdo rje (གཙང་པ་རྒྱ་རས་ཡེ་ཤེས་རྡོ་རྗེ་, Tsangpa Gyare Yeshe Dorje, 1161–1211) essa acquisirà il nome di ’brug pa bka’ brgyud (འབྲུག་པ་བཀའ་བརྒྱུད, Drukpa Kagyü);
4. gya’ bzang bka’ brgyud (གྱའ་བཟང་བཀའ་བརྒྱུད་, Yasang Kagyü) fondata da Zwa ra ba Skal ldan ye shes seng ge (ཟྭ་ར་བ་སྐལ་ལྡན་ཡེ་ཤེས་སེང་གེ, Sarawa Kalden Yeshe Senge, ?-1207);
5. khro phu bka’ brgyud (ཁྲོ་ཕུ་བཀའ་བརྒྱུད, Trophu Kagyü) originatasi da Rgya tsha (Gyatsa, 1118–1195), Kun ldan ras pa (ཀུན་ལྡན་རས་པ, Kunden Repa, 1148–1217) e Khro phu lo tsa ba Byams pa dpal (Trophu Lotsāva Jampapal, 1173–1228);
6. shug gseb bka’ brgyud (ཤུག་གསེབ་བཀའ་བརྒྱུད, Shuksep Kagyü) fondata da Gyer sgom Tshul khrims seng ge (གྱེར་སྒོམ་ཚུལ་ཁྲིམས་སེང་གེ, Gyergom Tsultrim Senge, 1144–1204);
7. yel pa bka’ brgyud (ཡེལ་པ་བཀའ་བརྒྱུད, Yelpa Kagyü fondata da Ye shes brtsegs pa (Yeshe Tsekpa, n.d.)
8. smar tshang bka’ brgyud (སྨར་ཚང་བཀའ་བརྒྱུད, Martsang Kagyü) fondata da Smar pa grub thob Shes rab seng ge (Marpa Druptob Sherap Senge, n.d).

Molte di queste sottoscuole non sono rimaste indipendenti, finendo per confluire in gruppi principali. Tra quelle tutt'oggi esistenti vanno menzionate, per la loro rilevanza, la karma bka' brgyud, la ’bri gung bka’ brgyud e la ’brug pa bka’ brgyud.
 La tradizione del "Metodo della Virtù": dge lugs (དགེ་ལུགས, Gelug/Geluk) 
La tradizione dge lugs è certamente la più importante tradizione buddhista sotto il profilo politico, questo dalla data della sua nascita, intorno agli inizi del XIV, e fino ai nostri giorni.
L'origine di questa scuola va fatta risalire alla figura del dotto e mistico Tsong kha pa (ཙོང་ཁ་པ, Tsongkhapa 1357-1419), altrimenti conosciuto con il nome monastico di Blo bzang grags pa (བློ་བཟང་གྲགས་པ, Losang Drakpa), per la precisione ai suoi allievi il cui "approccio" viene indicato in lingua tibetana come Dga’ ldan pa’i lugs (དགའ་ལྡན་པའི་ལུགས, da cui il nome dge lugs proprio di questa tradizione) ossia l'approccio di "coloro che provengono dai monti Dga'ldan", laddove Tsong kha pa, nel 1409 e grazie alla potente e nobile famiglia dei Phag mo gru (ཕག་མོ་གྲུ) aveva eretto il suo monastero, detto per l'appunto del Ri bo dga'ldan (རི་བོ་དགའ་ལྡན་, anche Ganden a 45 km a est di Lhasa).
Tsong kha pa ebbe modo di ricevere gli insegnamenti buddhisti da maestri di differenti lignaggi e, giunto ai quaranta anni, prese i voti monastici per entrare nel celebre monastero di Rwa sgreng (རྭ་སྒྲེང་དགོན་པ, Rwa sgreng dgon pa, monastero di Reting, collocato nella valle del ’Phan po a circa 100 km a nord di Lhasa) a quel tempo affiliato all'ormai scomparso lignaggio dei bka' gdams. Dopo aver studiato lì la letteratura buddhista, in particolar modo il Bodhipathapradīpa del dotto indiano del X secolo Atiśa Dīpaṃkaraśrījñāna, redasse, nel 1402, quella celeberrima opera che va sotto il titolo tibetano di Lam rim chen mo (ལམ་རིམ་ཆེན་མོ, "Il sommo sentiero graduale"; al Toh. 5392) che, tra l'altro, contiene dotte citazioni proprie dei testi indiani del buddismo affrontando gli stadi del percorso spirituale buddhista. Dopo questo, Tsong kha pa predispose un ulteriore trattato, lo sngags rim chen mo (སྔགས་རིམ་ཆེན་མོ་, "Il sommo [sentiero del] mantra graduale",; al Toh. 5281) che invece si occupa delle pratiche proprie del buddismo esoterico.
Dopo aver eretto nel 1409 il primo monastero di questa tradizione, Tsong kha pa inviò il suo discepolo ’Jam dbyangs chos rje (འཇམ་དབྱངས་ཆོས་རྗེ, Jamyang Chöje, 1379–1449) a fondare, nel 1416, il monastero di ’Bras spungs (འབྲས་སྤུངས, monastero di Drepung, 8 km a ovest di Lhasa) e, nel 1419, l'altro suo allievo, Byams chen chos rje (བྱམས་ཆེན་ཆོས་རྗེ, Jamchen Chöje, 1354–1435), a fondare il monastero di Se ra (སེ་ར་, monastero di Sera, a circa 6 km a nord di Lhasa) sempre aiutati dalla potente e nobile famiglia dei Phag mo gru.
Questi tre monasteri, collocati nell'area dell'importante città di Lhasa e appellati con il nome collettivo di gdan sa gsum (གདན་ས་གསུམ, densa sum, "Tre fondazioni"), saranno il centro di potere politico e dottrinale di questa influente tradizione. Da tener presente, ad esempio, che il solo monastero di ’Bras spungs riuscirà ad ospitare fino a diecimila monaci residenti.
L'originario impianto dottrinale di questa tradizione lo dobbiamo, oltre al già menzionato fondatore Tsong kha pa, ai due suoi più importanti seguaci: Rgyal tshab Dar ma rin chen (རྒྱལ་ཚབ་དར་མ་རིན་ཆེན, Gyaltsap Darma Rinchen, 1364–1432) e Mkhas grub Dge legs dpal bzang (མཁས་གྲུབ་དགེ་ལེགས་དཔལ་བཟང, Kedrup Gelek Palsang, 1385–1438) i quali, unitamente al loro maestro, verranno appellati come rje yab sras gsum (རྗེ་ཡབ་སྲས་གསུམ, "il signore e i suoi due figli spirituali").
Il Bkra shis lhun po (བཀྲ་ཤིས་ལྷུན་པོ, Tashi Lhunpo) sarà il quarto grande monastero fondato da questa scuola nei pressi della città di Gzhi ka rtse (གཞི་ཀ་རྩེ་, Shigatse) nel 1447 da un altro seguace, in questo caso anche nipote, di Tsong kha pa, Dge ’dun grub (དགེ་འདུན་གྲུབ་, Gendün Drup, 1391–1475) il quale, posteriormente, riceverà il titolo, tipico di questa tradizione, di "primo" Ta la’i bla ma (ཏ་ལའི་བླ་མ, Dalai Lama).
Tale titolo che, va detto, inerisce esclusivamente a questa singola tradizione tibetana, fu coniato nel 1578 quando, nella regione del lago Tso Ngömpo (མཚོ་སྔོན་པོ, lett. "lago azzurro"; quel grande lago di acqua salata conosciuto anche con il nome mongolo di Хөх нуур, Koko Nor; o con il cinese 靑海湖 Qinghǎi Hú; situato nella provincia del Qinghai) avvenne l'incontro tra il potente condottiero del clan mongolo dei Tümed, Altan Khan, (antico mongolo:  ᠠᠯᠲᠠᠨ
 ᠬᠠᠨ, 1507-1588) e l'abate dei monasteri dge lugs di ’Bras spungs e di Se ra, il bla ma bSod nams rgya mtsho (བསོད་ནམས་རྒྱ་མཚོ, Sönam Gyatso, 1543-1588). Come era costume i due si scambiarono dei titoli onorifici, quello assegnato dal khan mongolo al bla ma tibetano consisteva nella traduzione mongola dell'ultima parte del suo nome, rgya mtsho (རྒྱ་མཚོ), ovvero dalai (antico mongolo: ᠲ‍‍ᠠ‍ᠯ‍ᠠ‍ᠢ) che, anche in mongolo, significa "oceano". Da qui il titolo tipizzato in tibetano come ta la'i bla ma (ཏ་ལའི་བླ་མ , adattato in Dalai Lama, pronuncia in italiano: "talee lama") con il significato di "maestro oceanico".
Tale titolo fu assegnato, ovviamente in via postuma, ad altri due importanti predecessori di bSod nams rgya mtsho, oltre al già citato Dge ’dun grub anche a Dge 'dun rgya mtsho (དགེ་འདུན་རྒྱ་མཚོ, Gendün Gyatso, 1475-1542).
Questi importanti tre maestri furono considerati alla stregua della dottrina detta dello sprul sku (སྤྲུལ་སྐུ་, trülku, anche nella resa anglosassone di tulku, rende il sanscrito nirmāṇakāya), furono quindi considerati manifestazioni, incarnazioni, l'uno dell'altro. Tale dottrina, per quanto già presente ad esempio nella scuola dei Kar ma Bka’ brgyud, sostituiva la tradizionale consuetudine di successione tra maestri, presente nelle altre scuole buddhiste tibetane, dove il maestro in carica designava a succedergli il più qualificato dei suoi allievi.
Il successore, ovvero l'incarnazione dello stesso bSod nams rgya mtsho, il bla ma che aveva incontrato Altan Khan, fu individuato dalle gerarchie dge lugs proprio in un pronipote del khan mongolo, Yon tan rgya mtsho (ཡོན་ཏན་རྒྱ་མཚོ་, Yönten Gyatso, 1589-1617, unico Dalai Lama non tibetano) che venne così nominato come IV Dalai Lama, fatto che consentì alla scuola fondata da Tsong kha pa di legarsi vieppiù con le casate mongole, patrone politico-militari di quelle regioni.
Al quarto Dalai Lama di origine mongola , succedette, sempre con il metodo dello sprul sku, il quinto Ngag dbang blo bzang rgya mtsho (ངག་དབང་བློ་བཟང་རྒྱ་མཚོ་, Ngawang Lozang Gyatso, 1617-1682) una delle personalità più eminenti dell'intera storia tibetana, appellato per questo da suo popolo come ལྔ་པ་ཆེན་པོ (lnga pa chen po, il "Grande Quinto").
Figlio di una nobile famiglia del ’Phyong rgyas (འཕྱོང་རྒྱས, Chongye, nello Yarlung) ebbe come maestro, e forse padre biologico, un illustre esponente del lignaggio Jo-nang, Kun dga' snying po (ཀུན་དགའ་སྙིང་པོ, Kunga Nyingpo, altrimenti conosciuto anche come Tāranātha, 1092-1158) mentre la madre, secondo le sue stesse memorie, fu la compagna tantrica di questo grande maestro.
Riconosciuto da Blo bzang chos kyi rgyal mtshan (བློ་བཟང་ཆོས་ཀྱི་རྒྱལ་མཚན, Lozang Chökyi Gyaltsen, 1570–1662), il quarto Pan chen bl ama, (པན་ཆེན་བླ་མ, Panchen Lama) nel 1622 come incarnazione del IV Dalai Lama, quindi del mongolo Yon tan rgya mtsho, e condotto nel monastero di Ddga'ldan, nel 1625 Ngag dbang blo bzang rgya mtsho venne ordinato monaco continuando gli studi sotto diversi insegnanti, studi che riguardarono l'intera tradizione buddhista tibetana, sotto il quarto Pan chen bl ama.
In questo periodo i seguaci del dge lugs vengono perseguitati dal re del Dbus-gtsang (དབུས་གཙང, Ü-Tsang), (ཀར་མ་བསྟན་སྐྱོང, Kar ma bstan skyong, (Karma Tenkyong, 1605-1642), patrono sia della potente tradizione Kar ma Bka’ brgyud (ཀརྨ་བཀའ་བརྒྱུད, Karma Kagyü) che di quella che va sotto il nome di Jo nang (ཇོ་ནང, Jonang).
L'alleanza tra i mongoli e i dge lugs, già instaurato con il III Dalai Lama e confermato con il IV, egli stesso un mongolo, verrà ulteriormente stabilita dal V, il quale si legherà al governatore mongolo del Qoshot, Gushri Khan (1582-1655). Grazie a questi potenti alleati dal 1642 il V Dalai Lama, con il reggente Bsod nams chos 'phel (བསོད་ནམས་ཆོས་འཕེལ, Sönam Chöpel, circa 1595-1658), governerà l'intero Tibet centrale.
La relazione tra il V Dalai Lama e i mongoli fu stabilita secondo il modello yon mchod, (ཡོན་མཆོདanche mchod yon, yön chö), già instaurato nel 1247 tra gli esponenti della tradizione sa skya (རྙིང་མ་ Sakya) e Kubilai Khan, che riservava il ruolo politico religioso ai Dalai Lama e il ruolo politico militare ai khan mongoli.
Il V Dalai Lama promosse anche quella dottrina secondo la quale lui, e i suoi incarnati predecessori, erano la manifestazione terrena del bodhisattva cosmico Avalokiteśvara, venendo anche considerato erede dei primi tre re del Dharma (dharmarāja, ཆོས་རྒྱལ, chos rgyal).

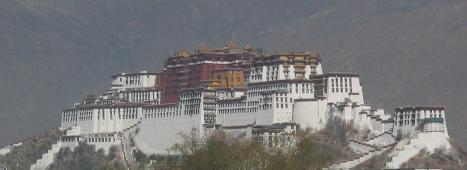

Questi ultimi due aspetti furono particolarmente significativi per la cultura tibetana
Da una parte Avalokiteśvara (tibetano: སྤྱན་རས་གཟིགས, spyan ras gzigs; Chenrezik) rappresentava, per le tradizioni di quelle terre, non solo il protettore dell'intero paese ma anche il mitico progenitore dei tibetani. La sua sacra figura era conosciuta già al tempo del re Khri Srong lde btsan, epoca in cui venne tradotto il Kāraṇḍavyūhasūtra (ཟ་མ་ཏོག་བཀོད་པའི་མདོ, Za ma tog bkod pa’i mdo, al Toh. 116), testo che introduceva questo bodhisattva cosmico in Tibet, facendogli acquisire quel ruolo supremo per il buddismo tibetano.
E se la mitologia indiana (cfr. Gaṇḍavyūha; Sdong po bkod pa, སྡོང་པོ་བཀོད་པ, al Toh. 44), e quindi tibetana, individuava la residenza di questo grande bodhisattva della misericordia sul monte Potala (པོ་ཏ་ལ, po ta la), e se il primo re del Dharma tibetano, Srong-btsan sGam-po, già lui stesso considerato incarnazione di Chenrezik, aveva eretto nel VII secolo la sua residenza sul "Poggio Rosso" (དམར་པོ་རི, dmar po ri) a Lhasa, fu facile per il V Dalai Lama avviare, nel 1645, la costruzione di un'imponente fortezza sullo stesso Poggio Rosso, ribattezzato per l'occasione come "Potala", andandola così a indicare come sacra, potente e visibile reggia della teocrazia da lui instaurata e rappresentata.
(Prats, p. 166)
Nel 1652 il V Dalai Lama si recherà alla corte dell'imperatore Shunqi (順治蒂), primo della dinastia Qing, vivendo non il primo degli equivoci con i vicini cinesi: da una parte l'imperatore manciù lo considerava, al pari dei suoi predecessori mongoli, un suo vassallo, dall'altra il Dalai Lama avrebbe voluto essere considerato il sovrano di un regno indipendente.
 La tradizione, estinta, [del monastero di] "Jo nang" [phun tshogs gling] (ཇོ་ནང, Jonang) 
Questa tradizione ha origine nel monastero Jo nang phun tshogs gling (ཇོ་ནང་ཕུན་ཚོགས་གླིང, Jonang Püntsokling collocato a nord-ovest di Shigatse) fondato nel XIII secolo da Kun spangs pa Thugs rje brtson ’grus (ཀུན་སྤངས་པ་ཐུགས་རྗེ་བརྩོན་འགྲུས, Kunpangpa Tukje Tsöndrü, 1243–1313) e ampliato da Dol po pa Shes rab rgyal mtshan (དོལ་པོ་པ་ཥེས་རབ་རྒྱལ་མཚན, Dolpopa Sherap Gyaltsen, 1292–1361). Tuttavia questa scuola sostiene di aver origine dal mistico dell'XI secolo Yu mo Mi bskyod rdo rje (ཡུ་མོ་མི་བསྐྱོད་རྡོ་རྗེ་, Yumo Mikyö Dorje).
La peculiarità storica di questa tradizione si rileva nel maestro Dol po pa Shes rab rgyal mtshan il quale elaborò quella particolare dottrina inerente alla "vacuità" detta estrinseca che va sotto il nome tibetano di gzhan stong (གཞན་སྟོང, shentong), provocando quel dibattito dottrinario giunto fino ai giorni nostri tra i suoi promulgatori e coloro che vi si oppongono, ovvero che propugnano la dottrina della "vacuità intrinseca" detta in tibetano rang stong (རང་སྟོང, rangtong).
 Il buddismo tibetano nel mondo moderno e contemporaneo 

## Canone buddhista tibetano e scritture del buddismo tibetano
La raccolta canonica della letteratura religiosa buddhista tibetana viene indicata dagli studiosi con l'espressione Canone buddhista tibetano, o Canone tibetano, con essa si intende l'insieme di due raccolte di testi in lingua tibetana e che corrispondono a:
- il bKa’-’gyur (nella grafia tibetana: བཀའ་འགྱུར; reso anche come Kangyur o Kanjur; lett. "[La raccolta delle] parole tradotte [del Buddha]");
- il bsTan-’gyur (nella grafia tibetana: བསྟན་འགྱུར; reso anche come Tangyur o Tanjur; lett. "[La raccolta dei] commentari tradotti").

Il Canone tibetano è quindi l'opera che raccoglie i sūtra (མདོ, mdo), i tantra (རྒྱུད, rgyud), i śāstra (བསྟན་བཆོས, bstan bcos), il vinaya (འདུལ་བ།, 'dul ba) e in generale le scritture buddhiste, tradotte in lingua tibetana e ritenute importanti per la tradizione del buddismo Vajrayāna in Tibet.
Il Canone tibetano si è sostanzialmente formato dall'VIII al XIII secolo, assumendo una sua prima edizione definitiva grazie al dotto poligrafo e bla-ma (བླ་མ) del XIV secolo Bu-ston rin-chen grub ( བུ་སྟོན་རིན་ཆེན་གྲུབ་, anche Butön Rinchen Drup, 1290-1364).
Complessivamente esso si compone di oltre trecento volumi comprendenti circa quattromila opere tradotte dal sanscrito, dal pracrito, dallo apabhraṃśa, dal cinese e da lingue centroasiatiche, ma si compone anche di commentari redatti direttamente in lingua tibetana.